# إيست أئورورا (نيويورك)
إيست أئورورا (بالإنجليزية: East Aurora, New York) هي بلدة تقع في الولايات المتحدة في مقاطعة إيري، نيويورك. يقدر عدد سكانها بـ 6,236 نسمة ومساحتها 6.5 كم2 وترتفع عن سطح البحر 280 متر.